# Dockanema
Dockanema é um festival do filme documentário realizado anualmente em Maputo, Moçambique.
Na sua programação, o Dockanema apresenta o fórum Dockanema, uma série de seminários, workshops e painéis, com vista a estimular o debate em torno de assuntos pertinentes à arte e técnica da produção do cinema documentário. Aproveitando a presença em Maputo de realizadores e profissionais de cinema de renome, esta é a oportunidade para os cineastas locais e regionais ampliarem os seus conhecimentos, competências e contactos profissionais.